# Eupithecia sutiliata
Eupithecia sutiliata là một loài bướm đêm trong họ Geometridae.